# Tarenna pauciflora
Tarenna pauciflora är en måreväxtart som beskrevs av William Grant Craib. Tarenna pauciflora ingår i släktet Tarenna och familjen måreväxter. Inga underarter finns listade i Catalogue of Life.